# Centro de Prueba en Vuelo de la Fuerza Aérea
El Centro de Pruebas de Vuelo de la Fuerza Aérea, en inglés: Air Force Flight Test Center (AFFTC), es una unidad de la Fuerza Aérea de los Estados Unidos que lleva a cabo las tareas de investigación, desarrollo, prueba, y evaluación de sistemas aeroespaciales desde el concepto hasta la implementación. Ha probado en vuelo todas las aeronaves del inventario de la fuerza aérea estadounidense desde la Segunda Guerra Mundial. El centro emplea a casi 13.000 personas y controla la segunda base más grande de la Fuerza Aérea.

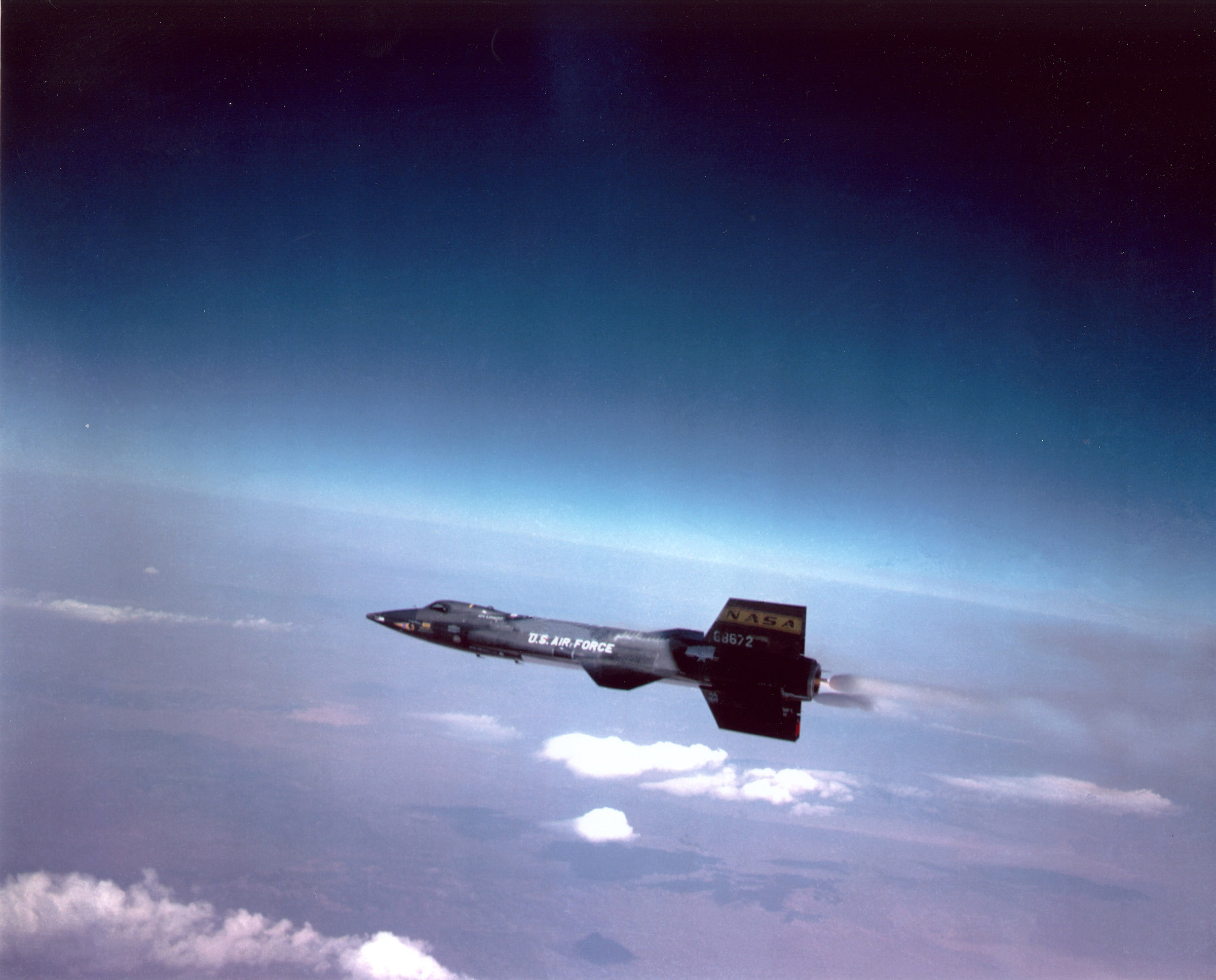
Avión experimental North American X-15 en vuelo.
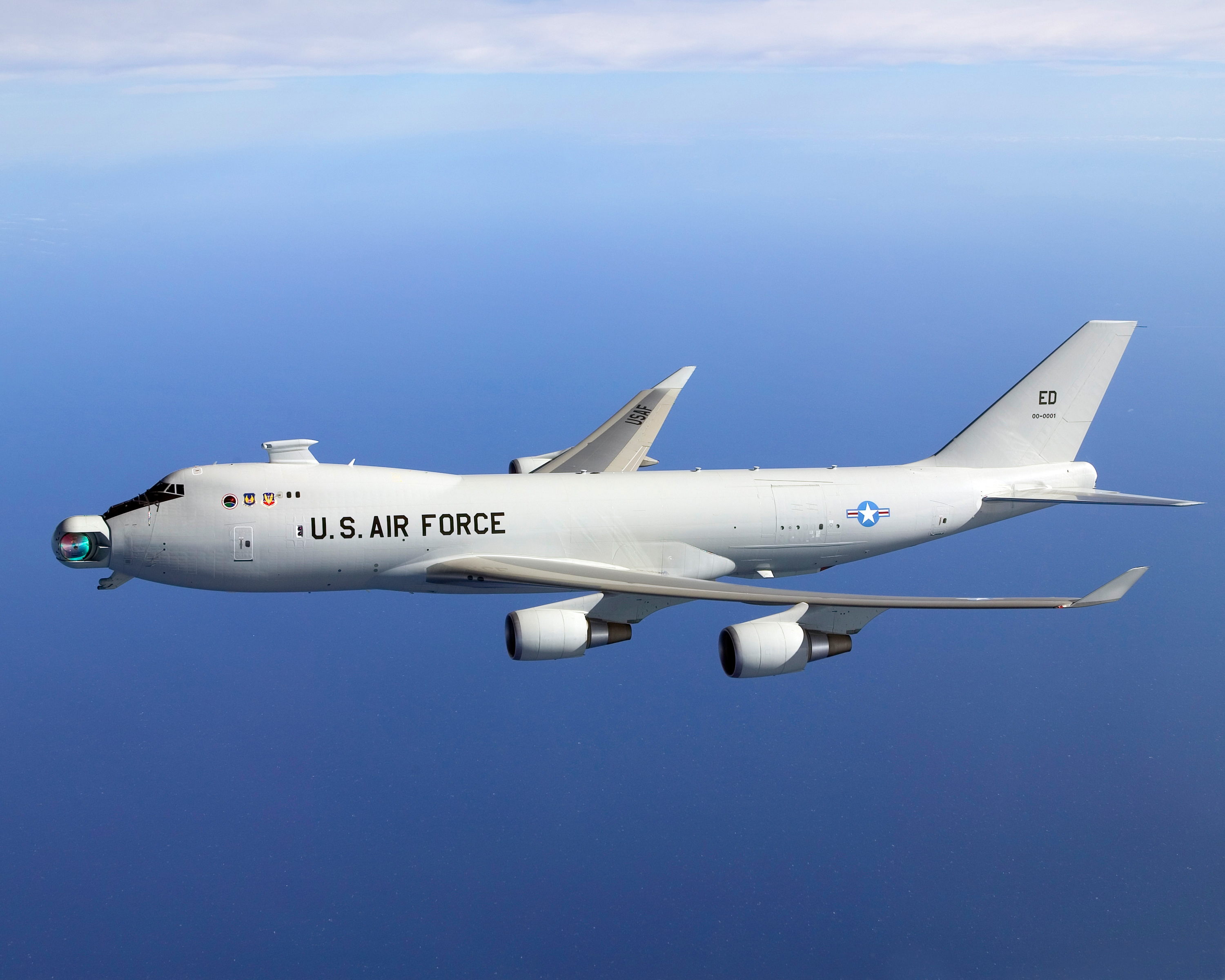
Boeing YAL-1 Airborne Laser llevando a cabo pruebas en vuelo.